# Leyland Bus

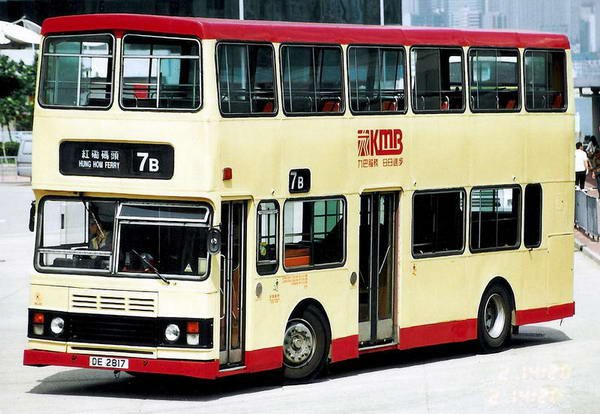
Leyland Olympian i Hongkong.

Leyland Bus var en brittisk buss- och tågtillverkare. Företaget ingick i Rover Group fram tills det blev självständigt, och 1988 köptes företaget av Volvo Bussar, och Laylandnamnet försvann 1993.